# Liste der Staatsoberhäupter 1086
Übersicht
◄◄ | ◄ | 1082 | 1083 | 1084 | 1085 | Liste der Staatsoberhäupter 1086 | 1087 | 1088 | 1089 | 1090 | ► | ►►

Weitere Ereignisse

## Afrika
- Ägypten (Fatimiden)
  - Kalif: al-Mustansir (1036–1094)

- Äthiopien
  - Kaiser (Negus Negest): Kedus Harbe (1079–1119)

- Ifrīqiya (Ziriden)
  - Herrscher: Tamim ibn Zīri (1062–1108)

- Kanem
  - König: Dunama I. (1080–1133)

## Asien
- Bagan
  - König: Kyanzittha (1084–1113)

- Champa
  - König: Paramabodhisattva (1081–1086)
  - König: Jaya Indravarman II. (1086–1113)

- China
  - Liao (in Nordchina)
    - Kaiser: Liao Daozong (1055–1101)

  - Nördliche Song
    - Kaiser: Zhezong (1085–1100)

  - Xi Xia
    - Kaiser: Huìzōng (1067–1086)
    - Kaiser: Chóngzōng (1086–1139)

- Georgien
  - König: Giorgi II. (1072–1089)

- Ghaznawiden (in Nordwest-Indien)
  - Sultan: Ibrāhīm ibn Masʿūd (1059–1099)

- Indien
  - Westliche Chalukya (in Westindien)
    - König: Vikramaditya VI. (1076–1127)

  - Chola (in Südindien)
    - König: Kulothunga Chola I. (1070–1119)

  - Hoysala (im heutigen Karnataka)
    - König: Vinayaditya (1047–1108)

  - Kaschmir (Lohara-Dynastie)
    - König: Kalasha (1063–1089)

- Iran (Choresmier)
  - Sultan: Anusch-Tegin Ghartschai (1077–1097)

- Japan
  - Kaiser: Shirakawa (1073–1087)

- Khmer
  - König: Jayavarman VI. (1080–1107)

- Kleinarmenien
  - Fürst: Ruben (1080–1095)

- Korea
  - Goryeo
    - König: Seonjong (1083–1094)

- Kalifat der Muslime
  - Kalif: al-Muqtadi (1075–1094)

- Seldschuken-Reich
  - Großseldschuken
    - Sultan: Malik Schah I. (1072–1092)

  - Kirman-Seldschuken
    - Sultan: Turan Schah I. (1085–1096)

  - Rum-Seldschuken
    - Sultan: Suleiman ibn Kutalmiş (1081–1086)

  - Syrische Seldschuken
    - Sultan: Tutusch I. (1078–1095)

- Vietnam (Lý-Dynastie)
  - Kaiser: Lý Càn Đức (1072–1127)

## Europa
- Byzantinisches Reich
  - Kaiser: Alexios I. (1081–1118)

- Dänemark
  - König: Knut IV. (1080–1086)
  - König: Olaf I. (1086–1095)

- England
  - König: Wilhelm I. der Eroberer (1066–1087) (1035–1087 Herzog der Normandie)

- Frankreich
  - König: Philipp I. (1060–1108)
  - Anjou
    - Graf: Fulko IV. (1068–1109)

  - Aquitanien
    - Herzog: Wilhelm VIII. (1058–1086)
    - Herzog: Wilhelm IX. (1086–1127)

  - Auvergne
    - Graf: Robert II. (1064–1096)

  - Bretagne
    - Herzog: Alain IV. (1084–1112)

  - Burgund (Herzogtum)
    - Herzog: Odo I. (1078–1102)

  - Burgund (Freigrafschaft)
    - Pfalzgraf: Wilhelm I. (1057–1087)

  - Maine
    - Graf: Hugo V. (1069–1093)

  - Normandie
    - Herzog: Wilhelm II. (1035–1087) (1066–1087 König von England)

  - Grafschaft Toulouse
    - Graf: Wilhelm IV. (1060–1094)

- Heiliges Römisches Reich
  - Römisch-deutscher König: Heinrich IV. (1056–1105) (ab 1084 Kaiser)
  - Bayern
    - Herzog: Heinrich VIII. (1053–1054, 1077–1095) (1056–1105 Römisch-deutscher König)

  - Böhmen
    - König: Vratislav II. (1061–1092) (bis 1086 Herzog) (1076–1081 Markgraf der Lausitz)

  - Flandern
    - Graf: Robert I. (1071–1093)

  - Holland
    - Graf: Dietrich V. (1061–1091)

  - Kärnten
    - Herzog: Liutold (1077–1090)

  - Lausitz
    - Markgraf: Heinrich I. (1081–1103) (1089–1103 Markgraf von Meißen)

  - Luxemburg
    - Graf: Konrad I. (1059–1086)
    - Graf: Heinrich III. (1086–1096)

  - Meißen
    - Markgraf: Ekbert II. (1068–1089)

  - Niederlothringen
    - Herzog: Konrad (1076–1087)

  - Oberlothringen
    - Herzog: Dietrich II. (1070–1115)

  - Sachsen
    - Herzog: Magnus (1072–1106)

  - Schwaben
    - Herzog: Friedrich I. (1079–1105)

- Italien
  - Apulien
    - Herzog: Roger Borsa (1085–1101)

  - Capua
    - Fürst: Jordan von Capua (1078–1091)

  - Kirchenstaat
    - Papst: Viktor III. (1086–1087)

  - Montferrat
    - Markgraf: Wilhelm IV. (1084–1101)

  - Neapel
    - Herzog: Sergius VI. (1082–1097)

  - Toskana
    - Markgräfin: Mathilde (1052–1056, 1069–1115)

  - Venedig
    - Doge: Vitale Falier (1084–1096)

- Kroatien
  - König: Dmitar Zvonimir (1074/5–1089)

- Norwegen
  - König: Olav III. (1066–1093)

- Polen
  - Herzog: Władysław I. Herman (1079–1102)

- Raszien
  - Župan: Vukan (1080–1114)

- Russland
  - Großfürst: Wsewolod I. (1078–1093)

- Schottland
  - König: Malcolm III. (1058–1093)

- Schweden
  - König: Sven (1084–1087)

- Spanien
  - Aragón
    - König: Sancho I. (1063–1094) (1076–1094 König von Navarra)

  - Barcelona
    - Graf: Berengar Raimund II. (1076–1096/7)

  - Kastilien
    - König: Alfons VI. (1072–1109) (1073–1109 König von Galicien; 1065–1072, 1072–1109 König von León)

  - León
    - König: Alfons VI. (1065–1072, 1072–1109) (1073–1109 König von Galicien; 1072–1109 König von Kastilien)

  - Navarra
    - König: Sancho V. (1076–1094) (1063–1094 König von Aragón)

- Ungarn
  - König: Ladislaus I. (1077–1095)

- Zeta (im heutigen Montenegro)
  - Fürst: Konstantin Bodin (um 1082–um 1102)